# Слободна кинематографија
Слободна кинематографија (енг. Free Cinema) је био покрет документарног филма који се појавио у Уједињеном Краљевству средином 1950-их. Термин се односио на одсуство пропагандне намере или намерну жалбу на благајни. Кооснивач Линдзи Андерсон (иако је касније презрео ознаку 'покрет') са Карелом Рајсом, Тонијем Ричардсоном и Лоренцом Мацети, покрет је започео програмом од три кратка филма у Националном филмском театру у Лондону, 5. фебруара 1956. године.

## Позадина
Заједно са Гавином Ламбертом, Андерсон и Рајс су раније основали краткотрајни, али утицајни часопис Sequence, за који је Андерсон касније написао „Ниједан филм не може бити превише личан“. Тако је стајала почетна изјава у првом манифесту слободне кинематографије. Једнако је то могао бити мото:
Манифест су саставили Андерсон и Мацети у кафићу Чаринг Крос под називом The Soup Kitchen у коме је Мацети радио. писало је:
| „ | Ови филмови нису снимљени заједно; нити са идејом да их покажу заједно. Али када су се окупили, осетили смо да имају заједнички став. У овом ставу подразумева се вера у слободу, у важност људи и значај свакодневнице. | ” |

Јер филмски ствараоци верују да:
| „ | Ниједан филм не може бити превише личан. Слика говори. Звук се појачава и коментарише. Величина је небитна. Савршенство није циљ. Став значи стил. Стил значи став. | ” |

## Карактеристике
Филмови су били 'слободни' у смислу да су снимљени ван оквира филмске индустрије и да су се одликовали својим стилом и ставом и условима продукције. Сви филмови су снимљени јефтино, за не више од неколико стотина фунти, углавном уз грантове из Фонда за експериментални филм Британског филмског института. Неки од каснијих филмова били су спонзорисани од стране Ford Motor Company или финансирани независно. 
Обично су снимани црно-бело на 16 мм филму, користећи лагане, ручне камере, обично са несинхронизованим звучним записом који се додаје засебно. Већина филмова намерно је изоставила нарацију. Филмски ствараоци су делили решеност да се фокусирају на обичне британске субјекте, углавном радничке класе. Сматрали су да су ови људи занемарени од стране британске филмске индустрије у којој је доминирала средња класа тог времена.
Оснивачи покрета одбацивали су мејнстрим снимање документарних филмова у Британији, посебно Покрет документарног филма из 1930-их и 1940-их који је био повезан са Џоном Грирсоном, иако су направили изузетак за Хамфрија Џенингса. Други признати утицај био је француски режисер Жан Виго (1905–34). Слободна кинематографија има неке сличности са покретима cinéma vérité и Директном кинематографијом.